# 六桶镇
六桶镇，是中华人民共和国贵州省貴陽市修文县下辖的一个乡镇级行政单位。
2013年4月25日，贵州省人民政府批复同意撤销六桶乡，设置六桶镇，镇人民政府驻盐井村。

## 行政区划
六桶镇下辖以下地区：
盐井村、六桶村、木林村、何田村、下坝村、凤联村、春江村、关寨村、石板村、坪山村、花榔村、大兴村、石头村、金星村、河银村、来鹤村、山保村、长新村、凉井村、团兴村、黄金村、榨土村、宝坪村、复兴村、大新村、联合村、顺江村和海马村。